# Angelo Marchi
Angelo Marchi (Scandicci, 25 agosto 1897 – 1963) è stato un architetto e ingegnere italiano.

## Biografia ed opere
Laureato in ingegneria presso l’ateneo pisano nel 1920, fu particolarmente attivo nell’edilizia rurale.
Di seguito si riporta una breve lista delle opere da lui progettate:
- Edificio scolastico a Calenzano (1932);
- Case rurali nella pianura fiorentina, nella Val di Pesa, edificio in Via Lungo l’Affrico, Firenze, per conto di Campostini (1934);
- Palazzo Comunale di Calenzano (1936);
- Casa colonica del Podere Littorio a Pistoia (proprietà Sandrucci), Podere Colmatone I e II della Fattoria di Bettole, Sinalunga, Casa colonica del Podere Barcaccia I, Scandicci (proprietà Scotti) (1937);
- Casa colonica in Via della Topaia, n. 6, Firenze (1938);
- Edifici nelle vie D. Giannotti, 67 e D’Annunzio, Firenze, (1941).